# Space Bandits
Albums de Hawkwind
The Xenon Codex
(1988) Palace Springs
(1991)
Space Bandits est le seizième album studio du groupe de space rock britannique Hawkwind. Il est sorti en 1990 sur le label GWR Records.
Il est enregistré après le départ du guitariste Huw Lloyd-Langton, qui n'est pas remplacé, tandis que le violoniste Simon House réintègre brièvement le groupe. Le chant est assuré par Bridget Wishart (en).

## Fiche technique

### Chansons

#### Album original
| 1. | Images           | Bridget Wishart (en), Dave Brock, Alan Davey | 9:34 |
| 2. | Black Elk Speaks | Black Elk, Dave Brock                        | 5:15 |
| 3. | Wings            | Alan Davey                                   | 2:18 |

| 4. | Out of the Shadows | Doug Buckley, Dave Brock, Alan Davey | 4:57 |
| 5. | Realms             | Alan Davey                           | 3:26 |
| 6. | Ship of Dreams     | Dave Brock                           | 5:13 |
| 7. | T.V. Suicide       | Harvey Bainbridge                    | 5:20 |

#### Rééditions
La réédition remasterisée de l'album parue en 2010 chez Atomhenge inclut cinq chansons supplémentaires.
| 8.  | Out of the Shadows (en concert) | Doug Buckley, Dave Brock, Alan Davey    | 4:55 |
| 9.  | Snake Dance (en concert)        |                                         | 4:26 |
| 10. | Images (version single)         | Bridget Wishart, Dave Brock, Alan Davey | 4:35 |

### Musiciens
- Dave Brock : guitare, claviers, chant sur Out of the Shadows et Ship of Dreams
- Harvey Bainbridge : claviers, chant sur T.V. Suicide
- Alan Davey : basse, chant sur Wings
- Simon House : violon
- Bridget Wishart (en) : chant
- Richard Chadwick : batterie

### Classements et certifications
| Classement                    | Meilleure position |
| ----------------------------- | ------------------ |
| Royaume-Uni (UK Albums Chart) | 70                 |